# Asmodée (pièce de théâtre)
Pour les articles homonymes, voir Asmodée (homonymie).
Asmodée est une pièce de théâtre en cinq actes de François Mauriac créée en novembre 1937 à la Comédie-Française à Paris dans une mise en scène de Jacques Copeau.

## Écriture de la pièce
Cette pièce de François Mauriac est liée à sa découverte du Don Giovanni de Mozart dirigé par Bruno Walter lors du festival de Salzbourg en août 1934 et aux conversations qui en suivirent avec Édouard Bourdet — administrateur de la Comédie-Française qui incite fortement le romancier à se lancer dans l'écriture théâtrale — auquel elle est dédiée. L'écriture a débuté à l'été 1936 à Malagar pour s'achever en octobre 1936. Elle est soumise au comité de lecture de la Comédie-Française en février 1937 et la pièce est créée en novembre 1937 au Français dans une mise en scène de Jacques Copeau et une scénographie de Louis Süe.
Le texte d'Asmodée paraît en quatre parties dans La Revue des deux Mondes du 15 mars au 1er mai 1938 avant d'être publiée en intégralité la même année aux éditions Grasset.
La pièce est reprise au Français en novembre 1944 puis en mai 1953.

## Argument
Marcelle de Barthas, veuve et mère de quatre enfants, est une propriétaire terrienne dans les Landes. Pour faire face à la situation après le décès de son mari, elle accueille chez elle depuis de nombreuses années Blaise Coûture, précepteur de son fils aîné et autorité masculine par procuration dans la maison. À l'occasion d'un échange d'été entre Bertrand, l'aîné des garçons, et un fils d'une famille bourgeoise anglaise, le « jeune Fanning » doit arriver incessamment. À la grande surprise de tous, Harry Fanning n'a pas les seize ans de Bertrand mais vingt tout en en paraissant plus. Immédiatement Blaise Coûture considère le nouveau venu comme une menace pour la famille dont il s'est auto-attribué la charge morale. Plus qu'inquiet pour Emmanuelle, pieuse et innocente jeune fille de dix-sept ans, il pressent également un danger planant sur Marcelle de Barthas qui, à trente-huit ans, est une femme seule depuis de nombreuses années.

## Distribution des rôles à la création
La distribution à la création en novembre 1937 est :
- Marcelle de Barthas : Germaine Rouer
- Emmanuelle (sa fille) : Gisèle Casadesus en alternance avec Renée Faure à partir de juillet 1938
- Mademoiselle (institutrice) : Henriette Barreau
- Blaise Coûture (précepteur) : Fernand Ledoux en alternance avec Aimé Clariond à partir de juillet 1938
- Harry Fanning : Jean Martinelli en alternance avec Jean Weber à partir de juillet 1939 ou Jacques Clancy à partir de novembre 1939
- Le Curé : Marcel Dessonnes en alternance avec Georges Le Roy à partir de novembre 1939
- Firmin : Paul Bonifas
- Anne et Jean (enfants de Marcelle de Barthas) : Baroldi et Delb

## Mises en scène notables
- 1947 : mise en scène de Fernand Ledoux pour le Centre dramatique de l'Est, Colmar
- 1951 : mise en scène de Jacques Copeau pour les galas Herbert-Karsenty avec Fernand Ledoux, Marguerite Cavadaski, Anouk Ferjac et Roger Duquesne